# Аполлоний (Матвеевский)
Архимандрит Аполлоний (в миру Алексей Матвеевский; 1801—1861) — священнослужитель Русской православной церкви, архимандрит, ректор Нижегородской духовной семинарии.

## Биография
Родился в 1801 году в Екатеринославской губернии. Окончил Екатеринославскую духовную семинарию, а в 1833 году со степенью старшего кандидата Киевскую духовную академию после которой с 1833 по 1842 годы был преподавателем и инспектором Псковской духовной семинарии.
В 1842—1851 годы возглавлял Нижегородскую духовную семинарию. В нижегородской семинарии он ввёл изучение медицины, естествознания и сельского хозяйства, кроме того был членом духовной консистории, настоятелем одного из крупнейших в губернии Благовещенского монастыря. По словам А. Л. Катанского, «По необыкновенным административным способностям, по энергии и умению привести семинарию в блестящее, во всех отношениях, состояние, был личностью вполне редкою, необыкновенною»; любил «пышность в богослужении и продолжительное партесное пение на клиросах».
В 1851 году был назначен настоятелем московского Симонова монастыря, которым управлял до своей кончины в 1861 году.
Его племянник — протоиерей Павел Алексеевич Матвеевский.